# Cantó de Pontac
El cantó de Pontac és un cantó del departament francès dels Pirineus Atlàntics, a la regió de la Nova Aquitània. Està enquadrat al districte de Pau i té 12 municipis.

## Municipis
- Barzun
- Espuei
- Gèr
- Gomèr
- Horcs
- La Vatmala
- Limendós
- Liuron
- Hlorentias
- Lucgarrièr
- Pontac
- Somolon.

## Història
| Date d'élection                              | Identité             | Parti | Qualité              |
| -------------------------------------------- | -------------------- | ----- | -------------------- |
| 1958                                         | Gérard Gaston        |       |                      |
| 1964                                         | Gérard Gaston        |       |                      |
| 1970                                         | Gérard Gaston        |       |                      |
| 1976                                         | Gérard Gaston        |       |                      |
| 1982                                         | Gérard Gaston        |       |                      |
| 1988                                         | Gérard Gaston        |       |                      |
| 1994                                         | Julien Brusset       |       | Alcalde de Soumoulou |
| 2001                                         | Marc Couret          |       |                      |
| 2008                                         | Marie-Pierre Cabanne | PS    |                      |
| Les dades anteriors a 1958 no són conegudes. |                      |       |                      |
|                                              |                      |       |                      |